# 流星花園 (2001年電視劇)
《流星花園》（日語：花より男子），是一部改編自日本漫畫《花樣男子》的校園愛情偶像劇。由徐熙媛（大S）、男子團體F4主演，可米瑞智製作。2001年於華視九點檔《可米偶像劇場》播出後成為台灣電視史上重要分水嶺，為往後電視劇帶動偶像題材的熱潮，因此媒體以「偶像劇鼻祖」形容該劇在電視史上的定位。劇中主角F4在台灣掀起熱潮，接著自2002年起拍攝續集《流星花園II》，並在華視播出。

## 故事概要
杉菜是一名家境貧寒的少女，被愛錢父母強迫就讀貴族學校，卻因故與個性跋扈的富家子弟道明寺墜入情網...故事背景在一所由在政經界最具影響力的四大家族為培養優秀後代而創立的貴族學校：英德學院。四大家族的繼承人－道明寺、花澤類、西門、美作號稱F4（Flower 4、花之四人組）在學校有著各種特權。但是沒想到他們囂張跋扈的行為在遇到出身貧寒的杉菜後有了轉變。杉菜不畏強權，一個人挺身挑戰F4，而身為F4之首的道明寺竟然因此欣賞上她、不顧家族反對與杉菜交往......。

## 人物介紹

### 主要演員
| 演 員  | 角 色  | 漫畫原名    | 粤語配音 | 日語配音   | 介紹 |
| 言承旭 | 道明寺 | 道明寺 司   | 陳廷軒   | 小西克幸   | 故事的男主角、道明家族的繼承人、同時也是F4的首領。個性剛愎自用、喜歡欺負人，同時有小孩子天真、內心敏感的一面。和杉菜從一開始的敵視慢慢變成情人。 |
| 徐熙媛 | 杉菜   | 牧野 杉菜   | 王夢華   | 遠藤綾     | 故事的女主角、出身卑微但富正義感，習慣保護身邊的朋友。被父母逼迫進入貴族學校讀書，一直瞧不起在學校裡橫行無忌的F4，直至身邊的朋友遭到F4的欺負，才與F4產生正面衝突，從此成為學校裡被群體欺負的對象，但其百折不撓的精神和倔強不服輸的性格漸漸吸引了道明寺。 |
| 周渝民 | 花澤類 | 花澤 類     | 劉昭文   | 谷山紀章   | F4的第二號人物，個性孤僻、神秘且有著一段不愉快的童年。故事的一開始花澤類暗中喜歡的是同樣曾經就讀英德的學姊藤堂靜，但是卻發現自己漸漸愛上個性好強的杉菜。                                                                                                 |
| 朱孝天 | 西門   | 西門 總二郎 | 翟耀輝   | 野島裕史   | F4的成員，是個花花公子。 |
| 吳建豪 | 美作   | 美作 玲     | 陳偉權   | 原澤勝廣   | F4的成員之一，是個花花公子。 |
| 錢韋杉 | 藤堂靜 | 藤堂 靜     | 龍德瓊   | 冬馬由美   | F4從小的玩伴、已經從英德學院畢業、同時也是花澤類暗戀的對象。 |
| 楊丞琳 | 小優   | 松岡 優紀   | 程文意   | 桑谷夏子   | 杉菜的好友、個性憂柔。喜歡西門。 |
| 徐華鳳 | 道明莊 | 道明寺 椿   | 曾佩儀   | 甲斐田裕子 | 道明寺的姊姊，長住國外，是英德學院的傳奇人物。因道明寺為和杉菜的感情所苦在家鬧脾氣時被管家請回國幫忙。性格剽悍霸道，經常痛扁道明寺，是道明寺少數害怕的人，但其實道明莊相當疼愛道明寺，只是不擅於表達。                                                   |
| 歐定興 | 陳青和 | 青池 和也   | 黎家希   | 中村俊洋   | 杉菜的國中同學、是個暴發戶的兒子。因道明寺不認花澤類是F4成員，為了撐住F4的名號，硬是拉他來充數，但美作跟西門死都不承認。是F4以外見證了道明莊有多恐怖的人。                                                                                               |

### 其他演員
- 許瑋倫 飾演 阿香
- 張若蓁 飾演 千惠
- 鄭美黛 飾演 百合
- 葉安婷 飾演 李真
- 林祖恩 飾演 小順
- 柯奐如 飾演 何原滋
- 李傑聖 飾演 中澤
- 鍾漢良 飾演 阿松
- 藍正龍 飾演 亞門
- 余　晉 飾演 小龍
- 董至成 飾演 杉菜父
- 王　月 飾演 杉菜母
- 甄秀珍 飾演 道明楓
- 劉爾金 飾演 管家
- 曾柏雲 飾演 清永
- 彭偉華 飾演 宇田
- 唐　琪 飾演 玉嫂
- 康　凱 飾演 何原滋父
- 林珮君 飾演 何原滋母
- 卜學亮 飾演 老師
- 錢柏渝 飾演 美佳

## 音樂
- 片頭歌：庾澄慶《情非得已》

作曲：湯小康 填詞：張國祥 編曲：Jamie Wilson
- - 由F4、林茉曦、阿部力的翻唱版本。
- 片尾曲：F4 《流星雨》

作曲：平井坚 填詞：邬裕康 編曲：李伯杰
- - 由卓依婷、徐志賢、美依禮芽、黃子弘凡的翻唱版本。
- 片尾曲：戴佩妮《你要的爱》

作曲、填詞：戴佩妮

## 流星雨
- 流星雨之美作篇
- 流星雨之西門篇
- 流星雨之道明寺篇（上）
- 流星雨之道明寺篇（下）

### 人物介紹
- 言承旭 飾演 道明寺
- 周渝民 飾演 花澤類
- 朱孝天 飾演 西門
- 吳建豪 飾演 美作
- 千田愛紗 飾演 愛紗
- 佐藤麻衣 飾演 麻衣
- 比　莉 飾演 愛紗的媽媽
- 楊丞琳 飾演 小優
- 吳佩文 飾演 小更
- 屈中恆 飾演 阿源
- 彭　歆 飾演 歆歆

## 影響力
《流星花園》是一部非常成功的電視劇，開創台灣拍攝偶像劇的風氣，並且打開台灣連續劇往海外銷售的先鋒。《流星花園》的成功更轟動亞洲演藝圈。兩部續集《流星花園Ⅱ》和《流星雨》也隨即開拍。《流星花園》掀獲得史無前例的成功，引發了整個亞洲的翻拍熱潮。《流星花園》劇中的男演員，原本默默無聞的四位大男孩（吳建豪、言承旭、周渝民、朱孝天）也因此一夜成名，因為劇中角色的名氣而組成了實際的演唱團體「F4」，也成為炙手可熱的的廣告商寵兒。2002年起，F4舉辦世界巡迴演唱會，在中、港、台、日、韓、東南亞人民及海外華人地區造成話題。繼《流星花園》後，F4每位成員的個人作品在亞洲都有賣埠市場，也廣受海外關注，成為台灣擁有強大海外號召力的藝人。
- 中国大陆

2002年3月8日，國家廣電總局有關部門已下電文到各省廣電廳，要求立即暫停已經播出6集（即三分一內容，全18集）的台灣青春偶像劇《流星花園》。停播的原因是：《流星花園》播出後，在社會上產生了很大的負面影響，易誤導青少年，一些中小学生效法F4，在校园打骂同学、调戏女生、集体逃课、为非作歹，引起社会的强烈反响。早在停播指令下達前，「流」劇已在青少年和成年人中引起了很大的爭議。《流星花園》在大陆掀起的熱潮和大陆禁播《流星花園》的做法引起美國《華盛頓郵報》、美國《時代週刊》和英國《BBC全球新聞》等國際媒體的關注和報導。F4、《流星花園》分別成為百度搜索引擎的2002年度「十大熱門關鍵詞」「明星類」和「劇集類」排行榜之冠軍，憑絕大比數的搜索量獲勝。
而在2009年湖南衛視热播的《一起來看流星雨》，但媒體報道該劇並未取得集英社與神尾葉子的《花樣男子》以及台湾的《流星花園》的翻拍版權而自行制作，但卻冠以「內地版」《流星花園》作宣傳，因而也被媒體及觀眾稱為「山寨版」《流星花園》。其中，“F4”在《流星雨》也赫然变成为“H4”。
于2017年，柴智屏宣布《流星花园》将翻拍中国大陆版并担任其监制人。并于2018年7月9日登陆湖南卫视青春进行时全国首播。而在杀青宣传前，微博话题瞬间火爆。这是继《泡沫之夏》后又一部经典台剧被翻拍（前者在浙江卫视播出，后者在湖南卫视播出）。
于2018年4月16日，台湾原版的《流星花园》第一季的高清修复版在腾讯视频重新上线，第二季于同年5月7日重新上线，由国家广播电视总局自行统筹，此次上线，删减了部分低俗内容。然而在劇集重播後，一星期內便獲得1.6億的點擊率。當中的情節後來被東亞各國的劇集不斷重複使用，而使部分觀眾變得厭倦。徐熙媛在同年4月25日發微博表示：「是的，我承認，當初演到杉菜舉棋不定的時候，我跟蔡導（導演蔡岳勳）說：杉菜好賤喔！我討厭她，不會演。總之，我演到一半就不喜歡杉菜了！但還是盡量演到不讓觀眾太恨她！我承認，杉菜是個綠茶⋯但我還是很努力的美化了她。」另外，劇集播出後大陸互聯網瘋傳三段劇集片段，其中「杉菜」共有四次無故地發出高音尖叫聲，被網友戲稱「杉菜是屬鴨子嗎？」。
- 香港－2002年年初於香港有線電視播放，2002年8月5日，亞洲電視也趁F4熱潮也買下版權，並於8月5日起逢星期一至五晚上8:30本港台播放，之後不時將該劇重播，包括在暑假的夜深時段重播。2009年4月，亞洲電視突然腰斬一直在黃金時段播放的台灣劇集《意難忘》，並倉促地將《流星花園》安排於4月27日起逢星期一至五晚上7:00在本港台重播，以便對撼將於同年5月25日在J2首播的花樣男子。於重播前，亞視在奧海城二期舉辦了其圖片展，重播時，片頭及片尾更換成新版本。
- 菲律賓－《流星花園》至今仍是菲律賓最受歡迎的電視劇，並創下最高57.4%、平均42.9%的收視率，2003年主角言承旭赴菲參加廣告記者會，受到菲律賓總統阿羅約的邀請會面，全程以皇家級禮遇接待。
- 韓國－2002年，韓國一些非官方F4歌迷會（咖啡廳）的會員總數在成立一周內突破20多萬名，促使韓國MBC電視台（韓國三陟文化電視台）重播《流星花園》的決定。結果凌晨時段重播的《流星花園》突破收視紀錄。韓國掀起一股學中文的熱潮。
- 印尼－《流星花園》是印尼自有電視台以來，收視最高的一部劇集，劇中演員的知名度遍布印尼，印尼皇室也曾發函提出表演邀約。印尼政府公開在媒體上呼籲，希望F4能到峇里島開演唱會輓救當地經濟，以F4的號召力吸引更多雅加達歌迷到峇里島一遊，振興低迷不振的觀光業。當時F4已安排去雅加達開唱，檔期密集未能赴邀。新加坡《聯合早報》報導《流星花園》帶動的中文熱潮在過去不鼓勵學中文的印尼發酵，印尼當地學中文的非華人學生愈來愈多。
- 泰國－2003年，泰國《曼谷郵報》報導《流星花園》播出兩個月後，當地的F4唱片和產品已經賣出1億泰銖，形容F4為亞洲最速銷的明星。媒體報導不少泰國人爭相學習中文，主要的原因是《流星花園》和F4帶起的風潮。

## 外部連結
- （繁體中文）華視流星花園官方網站
- （繁體中文）華視流星花園II官方網站
- （繁體中文）亞視流星花園官方網站
- 互联网电影数据库（IMDb）上《流星花園》的资料（英文）

## 作品變遷
| 台灣 華視 每週四 21:00 - 22:30 8月2日起 每週四 21:30 - 23:00 | 台灣 華視 每週四 21:00 - 22:30 8月2日起 每週四 21:30 - 23:00                             | 台灣 華視 每週四 21:00 - 22:30 8月2日起 每週四 21:30 - 23:00 |
| ------------------------------------------------------------ | ---------------------------------------------------------------------------------------- | ------------------------------------------------------------ |
|                                                              | 可米偶像劇場－流星花園 （2001年4月12日－2001年7月26日） （2001年8月2日 - 2001年8月16日） |                                                              |
| 台北情人 （2001年4月5日）                                    | 流星花園（重播） （2001年7月31日－2001年9月6日）                                         |                                                              |

| 台灣 華視 週四 21:30 - 22:30                                             | 台灣 華視 週四 21:30 - 22:30                                           | 台灣 華視 週四 21:30 - 22:30                                     |
| ------------------------------------------------------------------------ | ---------------------------------------------------------------------- | ---------------------------------------------------------------- |
|                                                                          | 可米偶像劇場－流星雨（美作篇） （2001年9月13日）                       |                                                                  |
| 流星花園（重播）（21:30 - 23:00） （2001年7月31日－2001年9月6日）        | 可米偶像劇場－流星雨（美作篇）（重播） （2001年9月20日）               |                                                                  |
| 週四 21:30 - 22:30                                                       |                                                                        |                                                                  |
| 可米偶像劇場－流星雨（美作篇）（重播） （2001年9月20日）                 | 可米偶像劇場－流星雨（西門篇） （2001年9月27日）                       | 可米偶像劇場－流星雨（西門篇）（重播） （2001年10月4日）         |
| 週四 1月10日 21:30 - 23:00 週四 1月17日 21:35 - 22:35                    |                                                                        |                                                                  |
| 可米偶像劇場－蜜桃女孩（21:30 - 23:00） （2001年10月11日－2002年1月3日） | 可米偶像劇場－流星雨（道明寺篇上&下） （2002年1月10日－2002年1月17日） | F4流星夢幻樂園（21:30 - 22:30） （2002年1月24日－2002年2月28日） |

| 台灣 華視 每週日 21:40 - 23:10            | 台灣 華視 每週日 21:40 - 23:10                        | 台灣 華視 每週日 21:40 - 23:10 |
| ----------------------------------------- | ----------------------------------------------------- | ------------------------------ |
|                                           | 流星花園 2（重播） （2002年11月24日－2003年11月19日） |                                |
| MVP情人 （2002年7月21日－2002年11月17日） | 舞動奇蹟 （2003年1月26日－2003年5月11日）             |                                |

| 臺灣 華視主頻 每週一至週五 20:00 - 22:00            | 臺灣 華視主頻 每週一至週五 20:00 - 22:00          | 臺灣 華視主頻 每週一至週五 20:00 - 22:00 |
| --------------------------------------------------- | ------------------------------------------------- | ---------------------------------------- |
|                                                     | 流星花園（重播） （2018年10月3日-2018年11月1日）  |                                          |
| 1989一念間（重播） （2018年9月11日－2018年10月2日） | 海派甜心（重播） （2018年11月2日-2018年11月15日） |                                          |